# Мотив (искусство)
Мотив (фр. motif, от лат. motivus — подвижный) — составная часть композиции, постоянно используемая в каком-либо произведении, например, в картине, росписи, вышивке, орнаменте. См. также раппорт.
В музыке мотивом называют «наименьшую самостоятельную единицу формы», равную одному метрическому такту, развитие которой осуществляется посредством многообразных повторений и преобразований. Такое определение полностью соответствует функции мотива в архитектуре, орнаменте, изобразительном и декоративно-прикладном искусстве.
Развитие изобразительной композиции также осуществляется во времени и пространстве посредством видоизменений и трансформаций различных мотивов. В основе любой композиции лежит некоторая идея (выражаемая словесно или изобразительно). Например, в живописи или архитектуре: идея возвышения, равновесия, напряжения либо, напротив, умиротворения, завершённости, целостности. При этом во всех модификациях изобразительной формы сохраняются скрытые инварианты (постоянные архетипы мышления). Каждой идее соответствует определенный архетип: вертикаль, крест или квадрат, треугольник, горизонталь, окружность. Количество таких архетипов, иначе называемых модусами (лат.  modus — образец, образ действия, способ), ограничено, но их сочетания рождают бесконечную вариативность.
Форму выражения идеи и соответствующего архетипа мышления именуют темой (греч. θέμα — положенное, установленное). Тема произведения искусства, согласно иерархическому принципу содержательно-формальной целостности, становится содержанием для новой формы — мотива. Так, например, в музыке из отдельных мотивов складывается «тема с вариациями», или лейтмотив (нем.  Leitmotiv — ведущий мотив) — повторяющаяся музыкальная фраза, гармонический оборот, то же, что в изобразительном искусстве «направленность формы». Так в архитектуре: арка — разновидность строительной конструкции — является темой, а повторяющийся ряд арок — аркада, — мотивом архитектурной композиции определенного художественного стиля. Ряд полуциркульных арок является мотивом романского искусства, стрельчатых — характерный мотив готики, подковообразных — арабского и испано-мавританского зодчества, «римская архитектурная ячейка», соответственно названию, — типичный мотив древнеримской архитектуры; полуциркульная арка, опирающаяся непосредственно на капители колонн, — одна из основных тем архитектуры эпохи Итальянского Возрождения.
Мотив — относительно самостоятельная и завершённая в себе модульная композиция, но от сочетания и взаимодействия различных мотивов, рассматриваемых в движении во времени и пространстве, появляются новые мотивы и темы. Так, из зигзага возникает мотив волны или меандра, из ромба — мотив трельяжа, из раскрепованного карниза — «волнение стен» в архитектуре стиля барокко. Поэтому мотив является основой (структурным элементом) формообразования любого орнамента.
В произведениях изобразительного искусства — живописных, скульптурных, графических произведениях — мотивы имеют важное иконографическое значение. Отсюда известное выражение живописца или рисовальщика: «ходить на мотив» (в значении идти «на натуру», в поисках подходящего мотива для изображения).

## Галерея
- Фрагмент рисунка обоев. Повторяющиеся мотивы цветка и спирали
- Ритмическое повторение нескольких мотивов образует раппорт. Иллюстрация из книги О. Джонса «Грамматика орнамента» (The Grammar of Ornament). 1856